# Mai 1999
Portal Geschichte | Portal Biografien | Aktuelle Ereignisse | Jahreskalender | Tagesartikel

◄ |
19. Jahrhundert |
20. Jahrhundert
| 21. Jahrhundert

◄ |
1960er |
1970er |
1980er |
1990er
| 2000er | 2010er | 2020er | ►

◄ |
1995 |
1996 |
1997 |
1998 |
1999
| 2000 | 2001 | 2002 | 2003 | ►

◄ |
Februar 1999 |
März 1999 |
April 1999 |
Mai 1999 |
Juni 1999 |
Juli 1999 |
August 1999 |
►
Dieser Artikel behandelt tagesbezogene Nachrichten und Ereignisse im Mai 1999.

## Tagesgeschehen

### Samstag, 1. Mai 1999
- Carhaix-Plouguer/Frankreich: Das Ofis publik ar Brezhoneg (deutsch Amt der Bretonischen Sprache) wird gegründet. Es soll sich für den Erhalt von Sprache und Kultur der Bretagne sowie des Départements Loire-Atlantique einsetzen.
- Österreich: Der nigerianische Asylwerber Marcus Omofuma, Mitglied der religiösen Vereinigung Ogboni, wird auf dem Abschiebeflug nach Sofia, Bulgarien, von den begleitenden Beamten der österreichischen Fremdenpolizei gefesselt und geknebelt. Er stirbt noch vor der Landung.[1]

### Sonntag, 2. Mai 1999

Angel Maturino Resendez

- Weimar/Vereinigte Staaten: Der Serienmörder Angel Maturino Resendez erschlägt mit einem Vorschlaghammer in einer kleinen Kirche in Texas sein viertes und fünftes Opfer, den 46-jährigen Reverend Norman J. Sirnic und seine 47-jährige Frau Karen.

### Montag, 3. Mai 1999

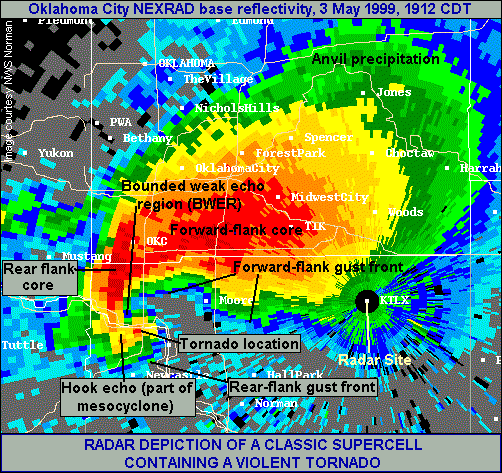
Radar-Echo des stärksten Tornados des Oklahoma Tornado Outbreaks

- Kansas, Oklahoma, Texas/Vereinigte Staaten: Beim Oklahoma Tornado Outbreak fegen innerhalb von elf Stunden mehr als 70 Tornados über den Westen der USA hinweg, mindestens 48 Menschen kommen dabei ums Leben.
- New York/Vereinigte Staaten: Der Aktienindex Dow Jones Industrial Average legte seit dem 29. März noch einmal um 10 % zu und notiert heute bei circa 11.015 Indexpunkten. Somit liegt sein Tageswert zum ersten Mal über der Marke von 11.000 Punkten.[2]

### Dienstag, 4. Mai 1999
- Vilnius/Litauen: Irena Degutienė tritt ihr Amt als Premierministerin Litauens an. Sie wurde tags zuvor von Präsident Valdas Adamkus ernannt.[3]

### Donnerstag, 6. Mai 1999
- Cardiff/Vereinigtes Königreich: Aus der Wahl zur Nationalversammlung für Wales geht die Labour Party als stärkste Kraft hervor.
- Edinburgh/Vereinigtes Königreich: Bei der Wahl zum Schottischen Parlament erringt die Labour Party mit 56 fast die Hälfte der 129 Mandate. Auf Platz 2 liegt mit 35 Mandaten die Scottish National Party.

### Freitag, 7. Mai 1999
- Belgrad/Jugoslawien: Im Kosovokrieg wird die Botschaft der Volksrepublik China in Jugoslawien von Bomben des Militärbündnisses NATO getroffen, drei chinesische Journalisten sterben und circa 20 weitere Personen werden verletzt. China ist keine Konfliktpartei in dem Krieg und offizielle Stellungnahmen aus den Vereinigten Staaten bringen Bedauern über die Treffer zum Ausdruck.[4]
- Bissau/Guinea-Bissau: Nach knapp einjährigem Bürgerkrieg übernimmt der Anführer der Rebellenarmee, Ansumané Mané, das Amt des Staatspräsidenten von Guinea-Bissau von dem gestürzten João Bernardo Vieira, übergibt es jedoch schon sieben Tage später an Malam Bacai Sanhá.
- Nancy/Frankreich: Die Regierungschefs von Deutschland, Frankreich und Polen kommen zum zweiten Mal zu Gesprächen im Rahmen des sogenannten „Weimarer Dreiecks“ zusammen. Der französische Präsident Jacques Chirac gibt seiner Hoffnung auf einen Ausbau der trilateralen Beziehungen Ausdruck.[5][6]

### Samstag, 8. Mai 1999
- Chile, Deutschland: Der Investitionsschutzvertrag zwischen beiden Staaten tritt in Kraft.[7]
- Düsseldorf/Deutschland: Der aus Marokko stammende Boxer Nordin ben Salah gewinnt zunächst den Weltmeistertitel im Super-Mittelgewicht nach Version der World Boxing Union durch einen Punktsieg gegen den Deutschen Norbert Nieroba. Nach dem Kampf werden bei der Dopingkontrolle einige Spuren von Ephedrin in seinem Urin nachgewiesen und er verliert den Titel wieder.

### Sonntag, 9. Mai 1999
- Moskau/Russland: Präsident Boris Jelzin stiftet die Puschkin-Medaille „für Verdienste im Bereich der Kultur, der Aufklärung, der Geisteswissenschaften, der Literatur und Kunst, für einen großen Beitrag zum Studium und zum Erhalt des kulturellen Erbes, zur Annäherung und zur wechselseitigen kulturellen Bereicherung der Nationen und Völker“.[8]

### Montag, 10. Mai 1999

Langer Marsch 4B

- Xichang/China: Der Wettersatellit Fengyun-1C wird vom Kosmodrom Xichang aus in eine etwa 849 bis 868 km hohe polare Umlaufbahn gestartet. Die benutzte Trägerrakete ist vom Typ Langer Marsch 4B.

### Dienstag, 11. Mai 1999
- Palikir/Föderierte Staaten von Mikronesien: Leo Falcam wird der fünfte Präsident der Föderierten Staaten von Mikronesien.

### Mittwoch, 12. Mai 1999
- Edinburgh/Vereinigtes Königreich: Das Schottische Parlament tritt erstmals zusammen. Das letzte schottische Parlament wurde 1707 im Vollzug des Acts of Union mit dem englischen Parlament zum britischen Parlament zusammengelegt.
- Moskau/Russland: Der AC Parma gewinnt den Fußball-UEFA-Cup nach einem 3:0 im Finale gegen Olympique Marseille.[9]

### Donnerstag, 13. Mai 1999

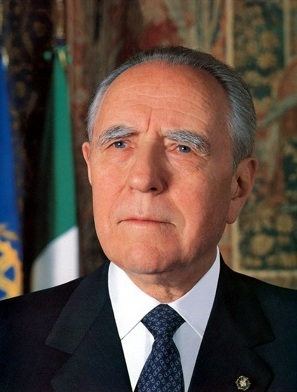
Carlo Azeglio Ciampi

- Aachen/Deutschland: Der Karlspreis wird an den Premierminister des Vereinigten Königreichs Tony Blair übergeben für seinen Einsatz für den Frieden in Nordirland und für die „Hinwendung“ seines Landes zur Europäischen Union.[10]
- Rom/Italien: Der ehemalige Haushaltsminister Carlo Azeglio Ciampi, der Italien mit der Erfüllung der Kriterien für den Beitritt zum Euro-Währungsgebiet mutmaßlich vor dem Staatsbankrott bewahrte, wird als neuer Präsident der Italienischen Republik vereidigt. Er folgt in diesem Amt Oscar Luigi Scalfaro nach.[11]
- Bielefeld/Deutschland: Politiker Joschka Fischer von den Grünen wird auf dem Kosovo-Sonderparteitag mit einem Farbbeutelwurf attackiert.

### Freitag, 14. Mai 1999
- Bissau/Guinea-Bissau: Nach sieben Tagen als Staatspräsident von Guinea-Bissau übergibt Rebellenführer Ansumané Mané das Amt an Malam Bacai Sanhá, der das Land auf Wahlen vorbereiten soll.
- Gold Coast/Australien: Der Amateurastronom John Broughton entdeckt in seiner privaten Sternwarte, dem Reedy-Creek-Observatorium, im Hauptgürtel den Asteroiden (17945) Hawass.

### Samstag, 15. Mai 1999
- Columbus/Vereinigte Staaten: Ein Spiel der Columbus Crew gegen New England Revolution eröffnet das Columbus Crew Stadium, das erste speziell für die Sportart Fußball entworfene und gebaute Stadion der Major League Soccer.
- Transbaikalien/Russland: Der Nationalpark Alchanai wird auf Beschluss der Regierung auf Basis eines 1998 gegründeten regionalen Naturreservates eingerichtet. Es ist der östlichste Nationalpark Russlands.

### Sonntag, 16. Mai 1999
- Cannes/Frankreich: Der Film Die wiedergefundene Zeit von Regisseur Raúl Ruiz wird auf dem 52. Filmfestival von Cannes uraufgeführt, wo der Film am Wettbewerb um die Goldene Palme teilnimmt.
- Chalandri/Griechenland: Die griechische Terrororganisation 17. November verübt einen Anschlag auf die Residenz des deutschen Botschafters Karl Heinz Kuhna. Durch die Rakete einer Panzerfaust entsteht zwar erheblicher Sachschaden, aber niemand wird verletzt.
- Oslo/Norwegen: Die Tschechische Republik wird Eishockey-Weltmeister durch zwei Siege im Finale gegen Finnland.[12]

### Montag, 17. Mai 1999
- Jerusalem/Israel: Bei der Parlamentswahl in Israel siegt die Parteienallianz Jisrael Achat. Bei der gleichzeitigen Direktwahl für das Amt des Premierministers entscheiden sich 56,08 % für Ehud Barak. Benjamin Netanjahu vereint 43,92 % der insgesamt 3.372.952 Stimmen auf sich.[13]

### Dienstag, 18. Mai 1999
- Wien/Österreich: Im Ernst-Happel-Stadion gewinnt der SK Sturm Graz gegen den LASK Linz das ÖFB-Cupendspiel mit 5:3 nach Elfmeterschießen.[14]

### Mittwoch, 19. Mai 1999

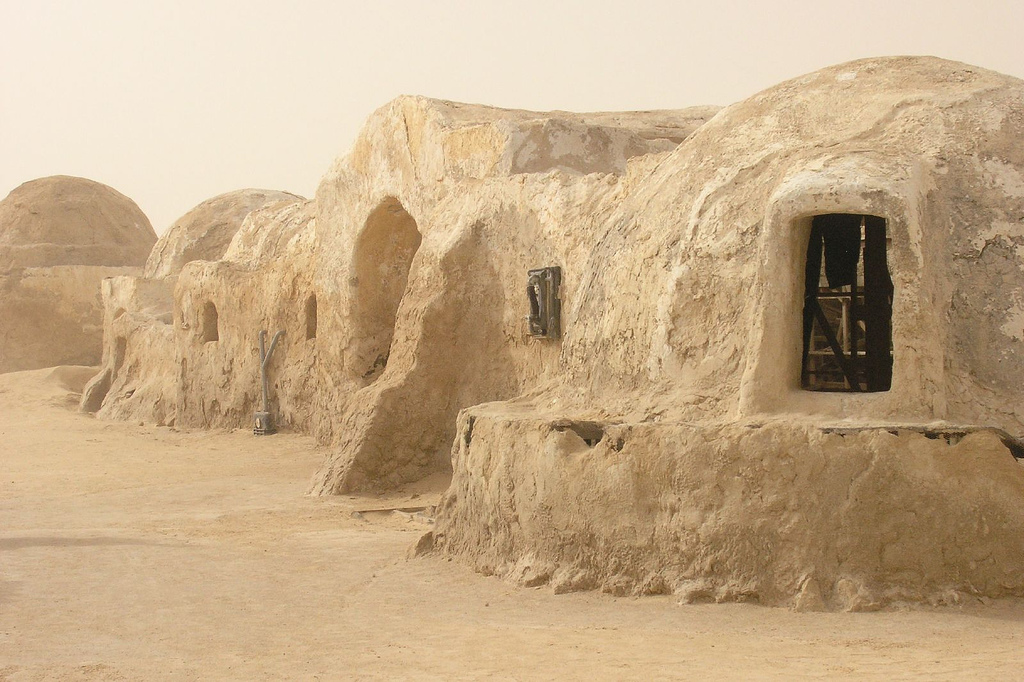
Star-Wars-Drehort in Tunesien

- Birmingham/Vereinigtes Königreich: Lazio Rom gewinnt den Fußball-Europapokal der Pokalsieger durch einen 2:1-Finalsieg gegen den RCD Mallorca. Anschließend stellt die UEFA diesen Europapokal-Wettbewerb ein.[15]
- Suva/Fidschi: Mahendra Chaudhry wird Nachfolger von Sitiveni Rabuka als Premierminister Fidschis und ist damit der Erste in dem Amt mit indischer Volkszugehörigkeit.
- Vereinigte Staaten: Als Vorgeschichte zu den kommerziell erfolgreichen Filmproduktionen Star Wars der Jahre 1977 bis 1983 läuft in den Kinos der Film Star Wars: Episode I – Die dunkle Bedrohung an.

### Donnerstag, 20. Mai 1999

Innsbrucks Wappen seit 1986

- Baikonur/Kasachstan: Nimiq 1 wird am 20. Mai 1999 mit einer Proton-K/Block-DM-3-Rakete vom Kosmodrom Baikonur in Kasachstan gestartet. Er ist der erste kanadische Satellit für direkte, digitale TV-Übertragung.
- Innsbruck/Österreich: Der FC Wacker Innsbruck löst sich nach über 80 Jahren Bestehen auf.
- Koblenz/Deutschland: Bei dem bis dato größten Bombenfund nach 1945 wird eine britische 1.850 kg schwere Fliegerbombe bei Ausschachtungsarbeiten für den Neubau eines Zentralgebäudes der Universität Koblenz-Landau gefunden. Siehe auch Luftangriffe auf Koblenz
- London/Vereinigtes Königreich: Der siebente Cricket World Cup endet mit dem Finalspiel Australien gegen Pakistan. Die australische Mannschaft wird zum zweiten Mal in der Geschichte Cricket-Weltmeister.

### Freitag, 21. Mai 1999
- Bonn/Deutschland: Der Bundesrat stimmt umfangreichen Änderungen im Staatsangehörigkeitsrecht zu, u. a. der Möglichkeit der eigenen Wahl, bei der sich Kinder von Eltern ohne deutsche Staatsbürgerschaft bis zu ihrem 23. Geburtstag für die deutsche oder jene beziehungsweise eine der Staatsangehörigkeiten ihrer Eltern entscheiden müssen. Der Bundestag beschloss die Änderungen am 7. Mai.[16]
- Lomé/Togo: Staatspräsident Gnassingbé Eyadéma ernennt Eugene Koffi Adoboli zum Nachfolger von Kwassi Klutse als Premierminister von Togo.[17]

### Samstag, 22. Mai 1999
- Alpenvorland/Deutschland, Österreich: Während des Pfingsthochwassers kommt es in den Einzugsbereichen von Ammer, Amper, Donau, Iller, Inn, Isar, Lech, Vils und Wertach zu massiven Überschwemmungen.

### Sonntag, 23. Mai 1999
- Berlin/Deutschland: Die 11. Bundesversammlung wählt Johannes Rau zum achten Bundespräsidenten. Er setzt sich gegen Dagmar Schipanski und Uta Ranke-Heinemann durch.
- Cannes/Frankreich: Der Film Rosetta des belgischen Regie-Brüderpaars Jean-Pierre und Luc Dardenne wird bei den 52. Internationalen Filmfestspielen mit der Palme d’or ausgezeichnet.[18]
- Kansas City/Vereinigte Staaten: Der Wrestler Owen Hart kommt während einer WWF-Großveranstaltung bei einem nicht ausreichend gesicherten und misslungenen Stunt ums Leben.

### Montag, 24. Mai 1999
- Den Haag/Niederlande: Der Internationale Strafgerichtshof für das ehemalige Jugoslawien erhebt gegen den Präsidenten der Republik Serbien Milan Milutinović in dessen Abwesenheit Anklage wegen Verfolgung der Kosovo-albanischen Zivilbevölkerung aus politischen, rassistischen und religiösen Gründen. Die Anklage gegen Milutinović und fünf weitere Serben umfasst Anstiftung zum Mord und zur Deportation.[19]

### Dienstag, 25. Mai 1999

Banner der Nationalist Congress Party mit der Uhrzeit 10.10

- Indien: Sharad Pawar, Purno Agitok Sangma und Tariq Anwar gründen die Nationalist Congress Party als Abspaltung von der Kongresspartei. Sie hat ihren Schwerpunkt im Bundesstaat Maharashtra.

### Mittwoch, 26. Mai 1999

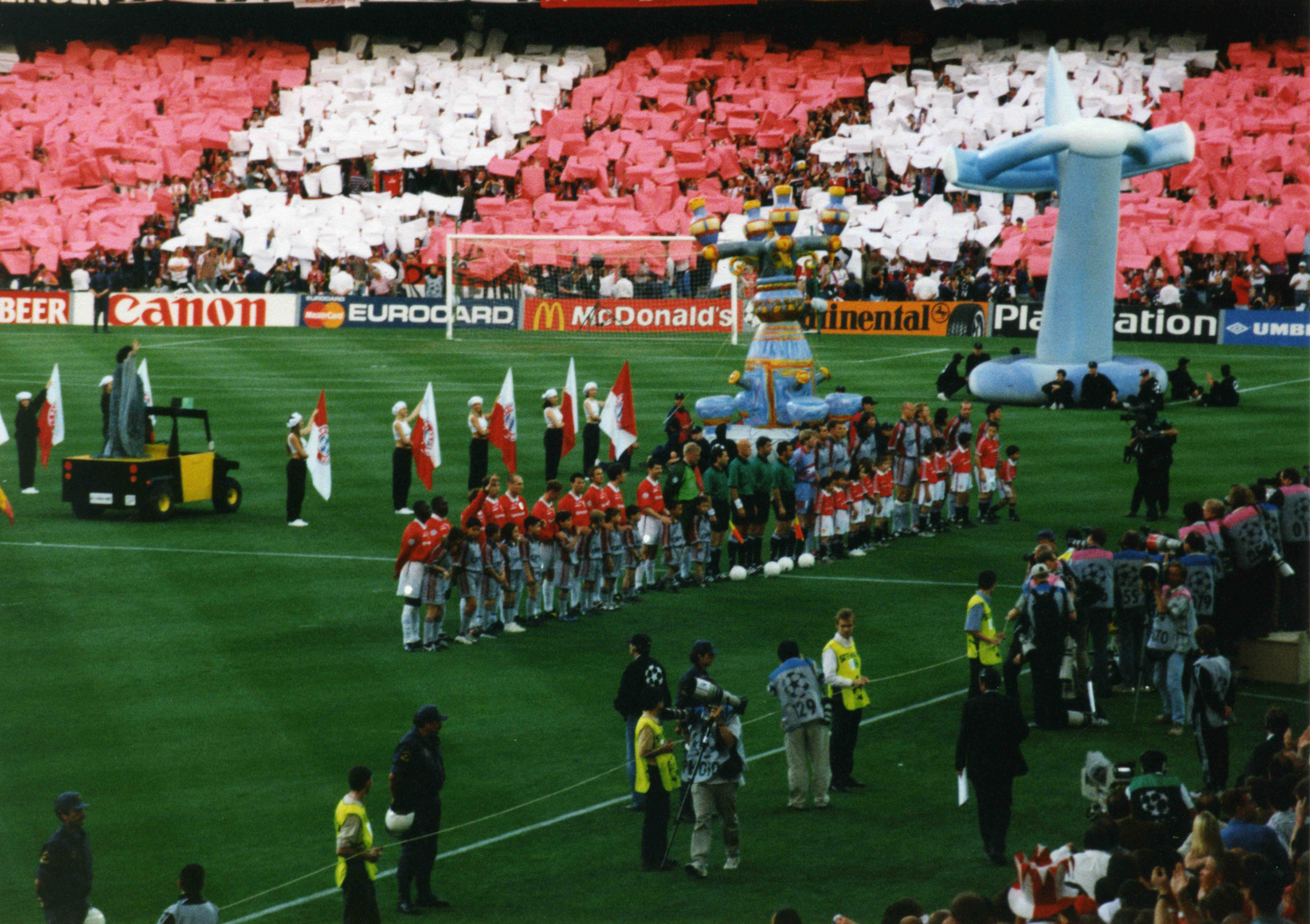
Vor dem Finale der Champions League

- Barcelona/Spanien: Der Manchester United FC schlägt den FC Bayern München vor 98.000 Zuschauern im Stadion Camp Nou im Finale der UEFA Champions League 1998/99 mit 2:1. Bis zur 89. Minute führte München mit 1:0.[20]
- Kaschmir/Pakistan: Der Kargil-Krieg zwischen Indien und Pakistan im Konflikt um die Region Kaschmir beginnt mit einem indischen Angriff auf pakistanische Stellungen.

### Donnerstag, 27. Mai 1999
- Den Haag/Niederlande: Der Internationale Strafgerichtshof für das ehemalige Jugoslawien erhebt wegen Verbrechen gegen die Menschlichkeit Anklage gegen den jugoslawischen Präsidenten Slobodan Milošević.[21]
- Frankfurt am Main/Deutschland: Die Flensburger Beate Uhse AG geht an die Deutsche Börse.
- Österreich: Bei der Operation Spring, einer großangelegten Operation der österreichischen Polizei im Kampf gegen den organisierten Drogenhandel, stürmen etwa 850 Polizisten österreichweit Wohnungen von Beschuldigten, u. a. in Flüchtlingsheimen.
- Belgien: In Belgien lösen Berichte über Dioxin-verseuchte Geflügelprodukte einen Skandal aus.

### Freitag, 28. Mai 1999

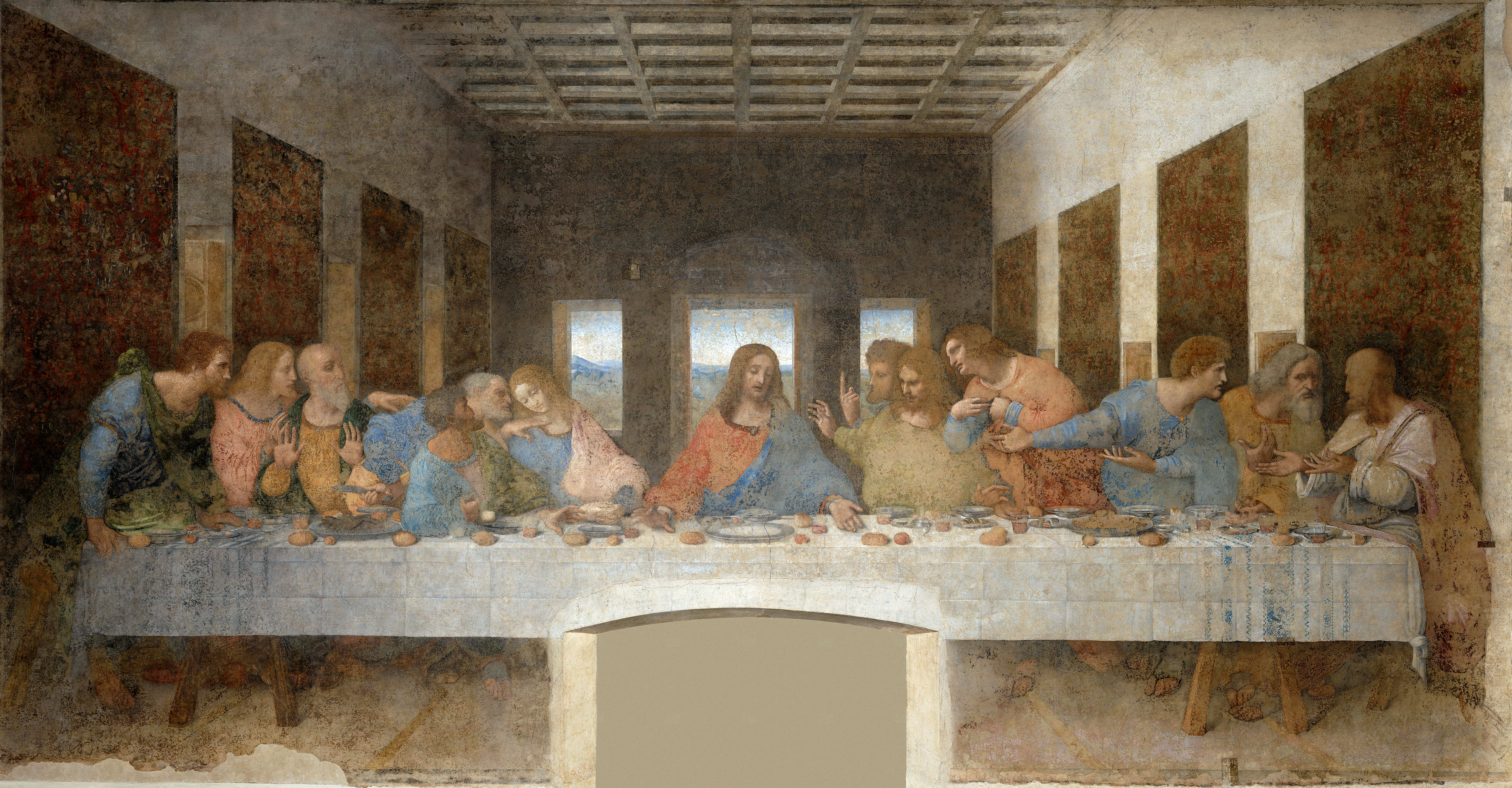
Das Abendmahl von Leonardo da Vinci

- Mailand/Italien: Nach 21 Jahren Restauration wird Das Abendmahl von Leonardo da Vinci wieder in der Öffentlichkeit gezeigt.
- Montreal, Kanada: Das Montrealer Übereinkommen – eigentlich „Übereinkommen zur Vereinheitlichung bestimmter Vorschriften über die Beförderung im internationalen Luftverkehr“ – wird unterzeichnet.

### Samstag, 29. Mai 1999
- Abuja/Nigeria: Nigeria wird zur Bundesrepublik mit Präsidialdemokratie, nachdem jahrelang die Streitkräfte das Staatsoberhaupt bestimmten. Erster Staatspräsident nach der Umwandlung wird Olusegun Obasanjo von der Demokratischen Volkspartei. Bis 1979 war er schon einmal Präsident.
- Graz/Österreich: Der Titelverteidiger SK Sturm Graz wird Österreichischer Fußballmeister 1999.
- Jerusalem/Israel: Charlotte Nilsson gewinnt im International Convention Center für Schweden das Finale im 44. Grand Prix Eurovision de la Chanson.[22]
- Leverkusen/Deutschland: Der FC Bayern München wird Deutscher Fußballmeister 1999.
- Radstädter Tauern/Österreich: Im Tauerntunnel entsteht gegen 4.50 Uhr früh nach einem Verkehrsunfall ein verheerender Brand, bei dem zwölf Menschen ums Leben kommen und weitere 49 verletzt werden.[23]

### Sonntag, 30. Mai 1999

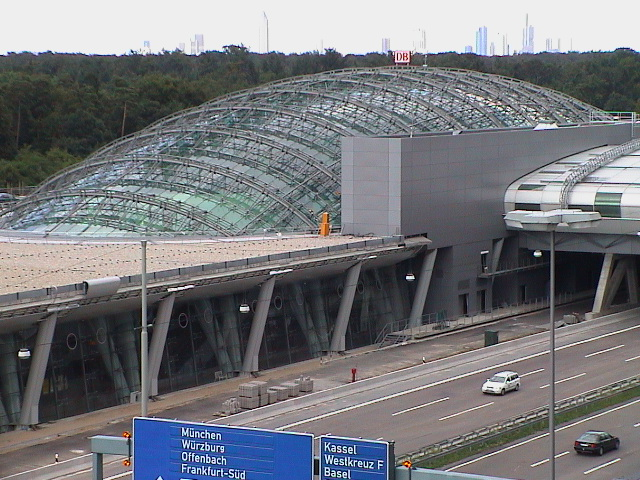
Frankfurt am Main Flughafen Fernbahnhof

- Frankfurt am Main/Deutschland: Der Frankfurt am Main Flughafen Fernbahnhof wird eröffnet. Er ist der größte Flughafenbahnhof Deutschlands.[24]
- Minsk/Belarus: An der Station Niamiha der Metro Minsk kommt es zu einer Massenpanik mit 54 Toten, als mehrere tausend Menschen in der U-Bahn Schutz vor einem Unwetter suchen.[25]
- Varvarin/Jugoslawien: Bei einem Luftangriff der NATO während eines Volksfestes anlässlich des orthodoxen Dreifaltigkeitsfestes auf die Morava-Brücke im serbischen Varvarin wird diese zerstört und mehrere Menschen, darunter Sanja Milenković, werden getötet oder verletzt. Den Großteil der Opfer (10 Tote, 17 Verletzte) fordert die zweite Angriffswelle auf die zerstörte Brücke, während Helfer versuchen, die Toten und Verletzten zu bergen.[26]

### Montag, 31. Mai 1999

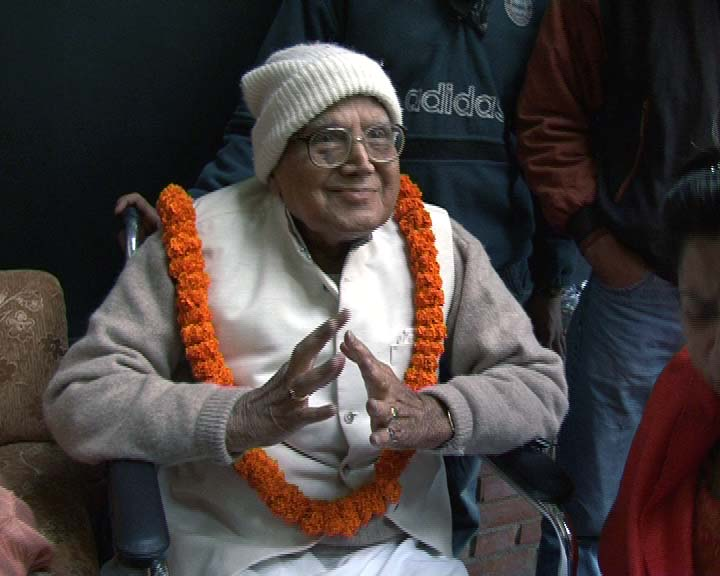
Krishna Prasad Bhattarai

- Kathmandu/Nepal: Krishna Prasad Bhattarai wird zum zweiten Mal Premierminister von Nepal.

## Weblinks

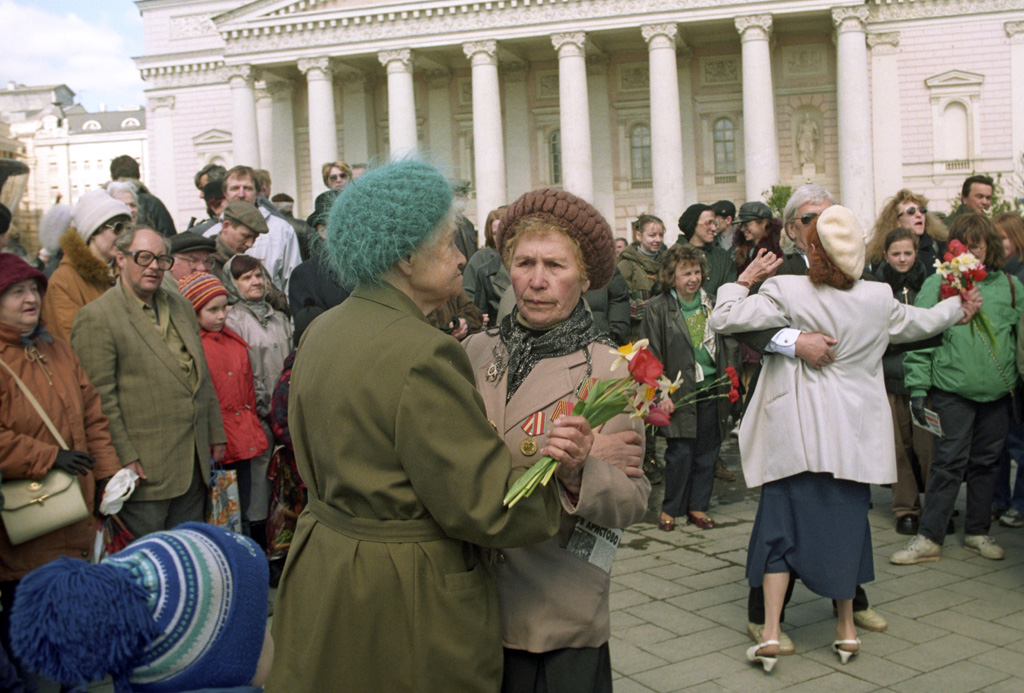
Moskau im Mai 1999